# Clasificador numérico japonés

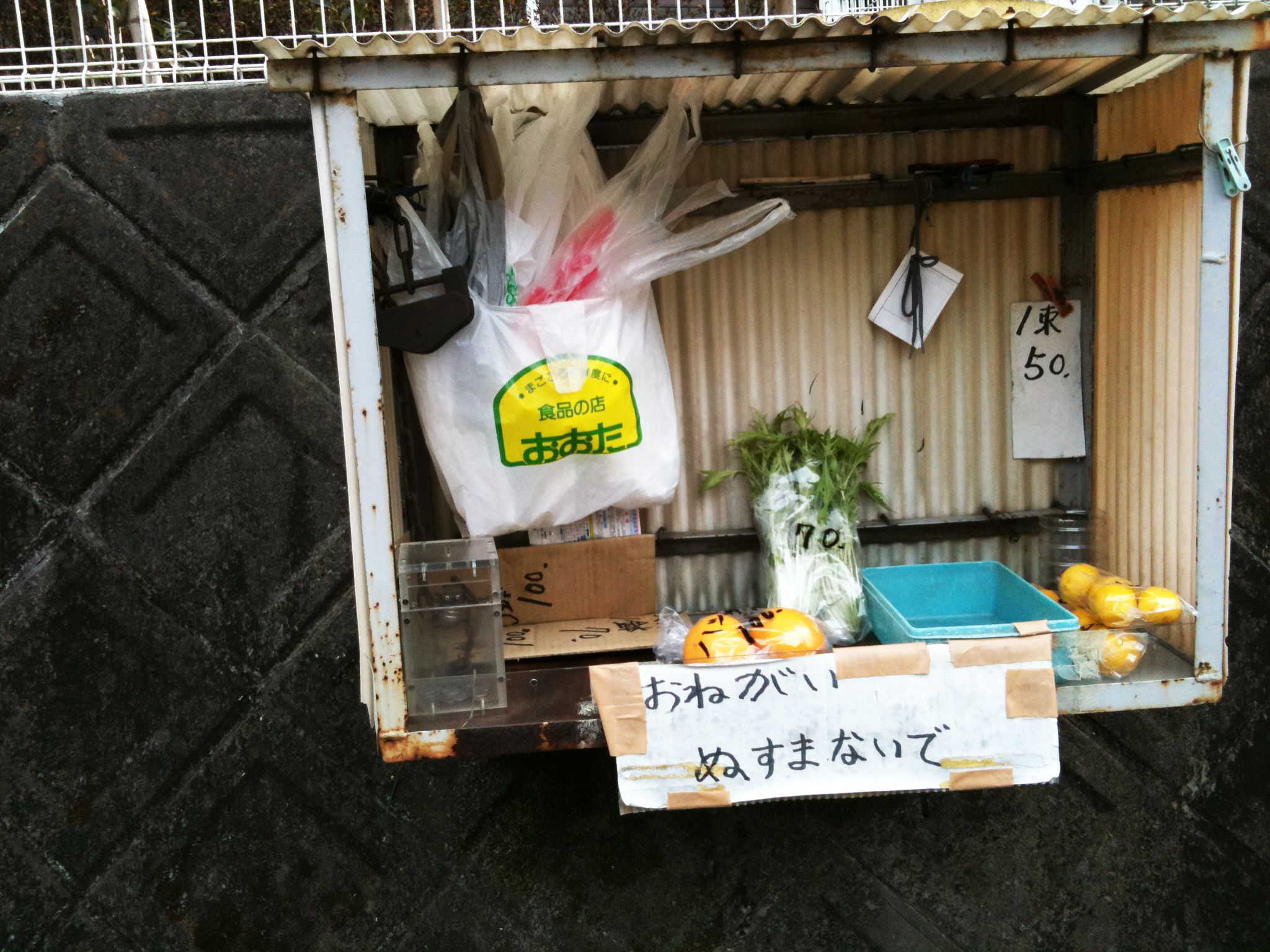
Ejemplo de clasificadores numéricos.

En japonés, los clasificadores numéricos o contadores (josūshi (助数詞?) [dʑo˩sɯː˥ʃ(i)˩]) se usan con los numerales para enumerar cosas, acciones y sucesos.
En japonés, como en chino y coreano, los numerales no pueden cuantificar a los sustantivos por sí mismos (con excepción, en ciertos casos, de los números de uno a diez, ver más adelante).  Por ejemplo, para expresar la idea de "dos perros" en japonés se tiene que decir inu nihiki (犬二匹?) [i˥nɯ˩ ni˩çi˥ki˩] (lit. 'perro(s) dos-animal-pequeño').  Aquí inu 犬 significa "perro", ni 二 es el número dos, y hiki 匹 es el clasificador para animales pequeños. Los clasificadores no son palabras independientes, pues siempre aparecen precedidos por un numeral.
Los clasificadores numéricos se asemejan en su función a la palabra 'hoja' en frases como 'dos hojas de papel' o a la palabra 'taza' en 'tres tazas de café', pero en japonés, (casi) todos los sustantivos requieren de un clasificador para enumerarlos. En este sentido, todos los sustantivos japoneses se podrían interpretar como sustantivos no contables. Esta característica gramatical puede causar que haya situaciones en las que uno no puede expresar la cantidad de un objeto en particular de forma gramaticalmente correcta porque no conoce o no puede recordar el clasificador numérico apropiado. Para los números de uno a diez, este problema se soluciona parcialmente usando directamente la numeración tradicional (véase más abajo) que puede ser usada para cuantificar algunos sustantivos por sí misma. Por ejemplo, 'cuatro manzanas" es ringo yonko (リンゴ四個?) [ɾi˥ŋŋo˩ jo˥ŋko˩] donde ko (個) es el clasificador), pero también se puede expresar usando el numeral tradicional cuatro así: ringo yottsu (リンゴ四つ?) [ɾi˥ŋŋo˩ jottsɯ˥].  Sin embargo estos numerales tradicionales no pueden usarse para contar todo tipo de sustantivos; algunos, incluyendo personas y animales, requieren el clasificador correspondiente.
También existe un uso de los clasificadores intencionadamente erróneo para dar efectos humorísticos, sarcásticos, o insultantes.  Por ejemplo, uno podría decir 男一匹なのに (Otoko ippiki nano ni?) [oto˥ko˩ ippi˥ki nano˩ ni] ('Es que soy un simple hombre...').  Al utilizar el clasificador hiki (匹?) [çi˥ki˩], para animales pequeños (exceptuando aves y conejos), se sugiere humorísiticamente que la persona está abrumada por obstáculos superiores.
Algunos de los clasificadores más corrientes pueden ser utilizados en lugar de los menos corrientes. Por ejemplo, 匹 (hiki?) (véase abajo) se usa frecuentemente para la mayor parte de animales, sin importar el tamaño. Sin embargo, muchos hablantes se corregirán a sí mismos y usarán el clasificador tradicionalmente "correcto", 頭 (tō?) [toː], cuando se hable de caballos, u otro ganado, por ejemplo.
Tal como en español, se puede usar diferentes clasificadores para el mismo objeto, con variaciones en el significado. Se puede decir en español un pedazo de pan o una rebanada de pan, y cambia el referente. Estos matices se expresan en japonés diciendo パン一斤 (pan ikkin?) [pa˥ŋ˩ i˩kki˥ŋ˩], lit. 'pan un-pedazo" comparado con パン一枚 (pan ichimai?) [pa˥ŋ˩ i˩tɕi˥mai˩], lit. 'pan un-objeto-aplanado'.

## Tabla de los numerales tradicionales
| Numeral | Japonés | Pronunciación (rōmaji)            | Pronunciación (hiragana) |
| ------- | ------- | --------------------------------- | ------------------------ |
| 1       | 一つ    | hitotsu                           | ひとつ                   |
| 2       | 二つ    | futatsu                           | ふたつ                   |
| 3       | 三つ    | mittsu                            | みっつ                   |
| 4       | 四つ    | yottsu                            | よっつ                   |
| 5       | 五つ    | itsutsu                           | いつつ                   |
| 6       | 六つ    | muttsu                            | むっつ                   |
| 7       | 七つ    | nanatsu                           | ななつ                   |
| 8       | 八つ    | yattsu                            | やっつ                   |
| 9       | 九つ    | kokonotsu                         | ここのつ                 |
| 10      | 十      | tō                                | とお                     |
| 20      | 二十    | hatachi (solo usado para la edad) | はたち                   |

## Lista de clasificadores
Esta lista también incluye algunos clasificadores y usos poco comunes o no muy extendidos.  
| Pronunciación  | Japonés          | Uso |
| -------------- | ---------------- | --- |
| ba             | 場               | Escena de una obra teatral |
| ban            | 晩               | Noches (v. t.: ya) |
| ban            | 番               | Partidos (en deportes) |
| bu             | 部               | Ejemplares de revistas o periódicos (cosas grapadas). |
| bun            | 文               | Oraciones, frases |
| byō            | 秒               | Segundos (tiempo) |
| chaku          | 着               | Vestidos, prendas de vestir (v. t.: mai) |
| chō            | 挺               | Armas, varas de tinta, palanquines, jinrikishas, violines |
| chō            | 丁               | Herramientas, tijeras, sierras, pantalones, tortas de tofu, cuadras o manzanas de una población, |
| chō            | 町               | Cuadras o manzanas de una población |
| dai            | 代               | Generaciones, períodos históricos, reinados |
| dai            | 台               | Automóviles, bicicletas, máquinas, aparatos mecánicos, electrodomésticos , teléfonos (celulares también) |
| danraku        | 段落             | Párrafos |
| do, o tabi     | 度               | Veces, repeticiones de un suceso (v. t.: kai). |
| don            | 丼               | Boles de comida. |
| fuku, puku     | 服               | Tazas de matcha (té verde en polvo); paquetes o dosis de medicamentos en polvo |
| fuku, puku     | 幅               | Rollos verticales (kakejiku) |
| fun, pun       | 分               | Minutos |
| furi           | 振               | Espadas |
| gatsu, o tsuki | 月               | Meses del año. Períodos medidos en meses, cuando se lee tsuki (v. t.: kagetsu) |
| go             | 語               | Palabras |
| gon, o koto    | 言               | Palabras |
| gu             | 具               | Armaduras, conjuntos de muebles |
| gyō            | 行               | Líneas de texto, renglones |
| haku           | 泊               | Noches de estancia |
| hai            | 杯               | Tazas y vasos de bebida, cucharadas, sepias |
| hai            | 敗               | Fallas (turnos en deportes) |
| hari           | 張               | Paraguas, parasoles, tiendas (o carpas) |
| hashira        | 柱               | Deidades, tablillas conmemorativas |
| hatsu, patsu   | 発               | Disparos, balas, fuegos artificiales |
| hiki, piki     | 匹               | Animales pequeños, insectos, peces, reptiles, anfibios |
| hin, pin       | 品               | Partes de una comida, platos (de comida) |
| ho, po         | 歩               | Pasos (al caminar) |
| hon, pon,bon   | 本               | Objetos alargados y delgados: ríos, caminos, corbatas, lápices, botellas, guitarras, árboles, flores; además, por analogía, llamadas telefónicas, películas (v. t.: tsūwa). Aunque aisladamente 本 también significa "libro", el clasificador para libros es satsu.                                    |
| ji             | 字               | Letras, kanji, kana |
| ji             | 児               | Niños (como en 'padre de dos (niños)', etc.) |
| ji             | 時               | Las horas (la 1, las 2, etc.) |
| jikan          | 時間             | Períodos medidos en horas (ej. duró tres horas) |
| jō             | 畳               | Esteras de tatami. El kanji 畳 también se lee tatami y es el mismo que se usa para las esteras. El tamaño de los cuartos (washitsu) y viviendas en Japón se mide con el número de esteras, por ejemplo: 4 jō y 1/2                                                                                     |
| ka             | 架               | Marcos |
| kabu           | 株               | Acciones de bolsa; árboles de vivero |
| kagetsu        | ヶ月, 箇月       | Períodos medidos en meses (v. t.: gatsu). Normalmente 箇 se abrevia usando un pequeño katakana ヶ en japonés moderno. Alternativamente también se puede ver el uso de 個, el hiragana か, el pequeño katakana ヵ y los katakana カ y ケ en tamaño normal, pero solo か se usa con la misma frecuencia. |
| kakoku         | ヶ国, 箇国       | Países |
| kakokugo       | ヶ国語, 箇国語   | Idiomas (nacionales) |
| kaku           | 画               | Trazos de un kanji |
| kai            | 回               | Veces, repeticiones de un suceso (v. t.: do) |
| kai            | 階               | Número de pisos, niveles, plantas de edificaciones |
| kan            | 艦               | Navíos de guerra |
| ken            | 件               | Asuntos y casos abstractos |
| ken            | 軒               | Casas |
| ki             | 機               | Aviones, máquinas |
| ki             | 基               | Tumbas, guirnaldas, CPUs, reactores, ascensores, represas |
| kire           | 切れ             | Tajadas, rebanadas, lonchas (de pan, de pastel, de sashimi, etc.) |
| ko             | 個, 箇, 个, o ヶ | Objetos pequeños, también se usa 個 para unidades militares. |
| ko             | 戸               | Casas (戸 significa "puerta (deslizante de estilo japonés)") |
| kō             | 校               | Colegios, escuelas |
| kō             | 稿               | Borradores de un manuscrito |
| koma           | 齣, コマ         | Marcos, paneles (En la actualidad prácticamente 齣 no se usa) |
| ku             | 区               | Zonas, barrios, distritos de una ciudad |
| ku             | 句               | Poemas o versos de un haiku, o senryū |
| kuchi          | 口               | Cuentas bancarias, donaciones (口 significa "apertura" o "entrada") |
| kumi           | 組               | Grupos, parejas de personas (como gemelos, esposos, bailarines, etc.) |
| kurasu         | クラス           | Clases, cursos (grupos de estudiantes) |
| kyaku          | 脚               | Escritorios, sillas, copas de cuello largo |
| kyaku          | 客               | Juegos de tazas y platillos |
| kyoku          | 曲               | Piezas musicales |
| kyoku          | 局               | Partidos de juegos de mesa (ajedrez, go, shogi, mahjong); estaciones de radio, de televisión |
| kyuu           | 級               | Niveles (de aprendizaje: primer nivel (básico), etc.). |
| mai            | 枚               | Objetos delgados y aplanados: hojas de papel, fotografías, boletos, platos (vajilla), prendas de vestir (v. t.: chaku) |
| maki           | 巻               | Rollos, tomos (en obras de varios libros) |
| maku           | 幕               | actos teatrales |
| mei            | 名               | Personas (respetuosamente) (名 significa "nombre") |
| men            | 面               | Espejos, tableros de juego (ajedrez, go, shogi), niveles de videojuegos, paredes de una habitación, canchas de tenis (面 significa "superficie") |
| mon            | 門               | Cañones |
| mon            | 問               | Preguntas |
| nen            | 年               | Años, grados (años) escolares (no para la edad) |
| nichi          | 日               | El día de un mes (exceptuando los casos de la tabla de excepciones más abajo) |
| nin            | 人               | Personas (exceptuando los casos de la tabla de excepciones más abajo) |
| ninmae         | 人前             | Raciones de comida (sin excepciones, a diferencia de nin) |
| pēji           | ページ, 頁       | Páginas |
| rin            | 輪               | Ruedas, flores |
| ryō            | 両               | Vagones ferroviarios |
| sai            | 才 o 歳          | Años de edad |
| sao            | 棹               | Armarios (con cajones), banderas |
| satsu          | 冊               | Libros (encuadernados) |
| seki           | 席               | Asientos, funciones de rakugo, fiestas (de bebida) |
| seki           | 隻               | Barcos |
| shina          | 品               | Partes de una comida, platos (de comida) (v. t.: hin) |
| sha            | 社               | Se usa para negocios, compañías, i.e. 会社 |
| shō            | 勝               | Aciertos (en turnos de deportes) |
| shu            | 首               | Poemas tanka |
| shū            | 週               | Semanas |
| shurui o shu   | 種類 o 種        | Clases, especies |
| soku           | 足               | Pares de zapatos, pares de calcetines, medias, y tabis. |
| tai            | 体               | Imágenes, reliquias de una persona |
| tawara         | 俵               | Sacos (costales) de arroz |
| teki           | 滴               | Gotas de un líquido |
| ten            | 点               | Puntos (en sentido literal y figurado) |
| tō             | 頭               | Animales grandes: ganado, elefantes, etc. (頭 significa "cabeza") |
| tsū            | 通               | Cartas |
| tsūwa          | 通話             | Llamadas telefónicas (v. t.: hon) |
| toki           | 時               | Partes de un día, la sexta parte del día o la noche (en la forma tradicional, ya arcaica, de dar la hora). Véase también: jikan |
| tsubo          | 坪               | Unidad de superficie de uso común equivalente a 3,3 metros cuadrados. |
| wa             | 羽               | Aves, conejos* (debido a sus orejas largas); 羽 significa "pluma" o "ala". |
| wa             | 把               | Manojos, haces, ramos |
| ya             | 夜               | Noches (v. t.: ban') |
| zen            | 膳               | Pares de palillos; tazones de arroz |

## Irregularidades
Sistemáticamente se producen cambios fonéticos al juntar el número con el contador, cuando determinados números preceden a contadores que empiezan por algunos fonemas. Por ejemplo: 一 ichi + 回 kai → 一回 ikkai;    六 roku + 匹 hiki → 六匹 roppiki. Se detallan más en la tabla de debajo.
Estos cambios son realizados por la mayoría de la población pero existen excepciones entre hablantes. Donde existe una variación común se menciona más de una alternativa.
Jū se reemplaza tanto por ju- como por ji- (じゅっ/じっ) cuando va seguido por una consonante doble antes de consonantes sordas, como aparece en a tabla. Ji- es la forma antigua, pero ha sido sustituido por ju- en el habla de las generaciones modernas.
| Numeral   | k- (か きゃ etc.)           | s/sh- (さ しゃ etc.)        | t/ch- (た ちゃ etc.)        | h- (は ひ へ ほ ひゃ ひゅ ひょ) | f- (ふ)                     | p- (ぱ etc.)                | w- (わ)                             |
| --------- | --------------------------- | --------------------------- | --------------------------- | ------------------------------- | --------------------------- | --------------------------- | ----------------------------------- |
| 1 ichi    | ikk- いっか                 | iss- いっさ                 | itt- いった                 | ipp- いっぱ                     | ipp- いっぷ                 | ipp- いっぱ                 |                                     |
| 3 san     |                             |                             |                             | sanb- さんば                    | sanp- さんぷ                |                             | sanb- さんば                        |
| 4 yon     |                             |                             |                             | yonh- よんは yonp- よんぱ       | yonf- よんふ yonp- よんぷ   |                             | yow- よわ yonw- よんわ yonb- よんば |
| 6 roku    | rokk- ろっか                |                             |                             | ropp- ろっぱ                    | ropp- ろっぷ                | ropp- ろっぱ                | rokuw- ろくわ ropp- ろっぱ          |
| 8 hachi   | hakk- はっか                | hass- はっさ                | hatt- はった                | happ- はっぱ                    | happ- はっぷ                | happ- はっぱ                | happ- はっぱ hachiw- はちわ         |
| 10 jū     | jikk- じっか jukk- じゅっか | jiss- じっさ juss- じゅっさ | jitt- じった jutt- じゅった | jipp- じっぱ jupp- じゅっぱ     | jipp- じっぷ jupp- じゅっぷ | jipp- じっぱ jupp- じゅっぱ | jipp- じっぱ                        |
| 100 hyaku | hyakk- ひゃっか             |                             |                             | hyapp- ひゃっぱ                 | hyapp- ひゃっぷ             | hyapp- ひゃっぱ             |                                     |
| 1000 sen  |                             |                             |                             | senb- せんば                    | senp- せんぷ                |                             |                                     |
| 10000 man |                             |                             |                             | manb- まんば                    | manp- まんぷ                |                             |                                     |
| 何 nan    |                             |                             |                             | nanb- なんば                    | nanp- なんぷ                |                             |                                     |